# Cristina Loza
Cristina Del Valle Loza (Córdoba, Argentina) es una escritora argentina. Es autora de varias novelas y cuentos, y coordinadora del taller de escritura "El Club de la cicatriz".

## Biografía
Cristina Loza nació y vive en Córdoba, Argentina. Es Fisioterapeuta, egresada de la Universidad Nacional de Córdoba y, antes de consagrarse como escritora, ejerció esta profesión para asegurar el sustento de su hogar. Se la considera una escritora longseller que, por medio de sus libros, charlas y talleres, promueve el poder de la palabra como vehículo para la sanación.

## Obra
Su obra incluye las siguientes novelas.
- Malasangre (2002)
- El revés de las lágrimas (2007, finalista premio Planeta de las Américas 2004)[5]
- La hora del lobo (2008)
- El oso de Karantania (2011)
- Mariposas griegas (2012)
- Adorado John (2014)
- El año de las glicinas (2017)[6]